# Vesoljska fontana
Vesoljska fontana (angleško space fountain) je predlagana struktura, ki bi se uporabljala za transport tovora in ljudi z Zemlje v vesolje in obratno. Vesoljska fontana bi uporabljala zelo visok stolp. Ker z današnjimi materiali ni možno zgraditi takega stolpa, bi vesoljska fontana uporabljala »aktivno« strukturo – na dnu bi proti vrhu izstreljevali visokohitrostne izstrelke (pelete), ki bi se na vrhu obrnili nazaj na Zemljo. Ti izstrelki bi tako vzdrževali višino stolpa, vendar bi bila potrebna energija za vzdrževanje stolpa. Po stolpu bi potem potovalo dvigalo, podobno kot pri vesoljskem dvigalu. Za razliko pri vesoljski fontani ni potrebna protiutež v geostacionarni orbiti, vesoljsko fontano se lahko izgradi poljubne višine.
Vesoljska fontana bi zelo zmanjšala stroške transporta v vesolje. Pri raketah, ki so trenutno edina možnost za dostop v vesolje, je cena okrog 10000 – 25000 $ za kilogram. Poleg tega so rakete nevarnejše, približno 3 % izstrelitev je neuspešnih.
Koncept se je pojavil v 1980-ih, ko so Marvin Minsky (MIT), Hans Moravec (Stanford), Roderick Hyde in Lowell Wood (oba z Lawrence Livermore) diskutirali po internetu. 